# Willkommen in Lake Success
Willkommen in Lake Success (Originaltitel: Lake Success) ist ein Roman des amerikanischen Schriftstellers Gary Shteyngart aus dem Jahr 2018. Die deutsche Übersetzung von Ingo Herzke erschien 2019. Die Hauptfigur des Romans ist ein Hedgefondsmanager, der nach beruflichen und persönlichen Rückschlägen per Greyhound-Bus quer durch die Vereinigten Staaten reist und dabei auf ganz unterschiedliche Landsleute trifft. Die Handlung spielt im Jahr der Präsidentschaftswahl 2016. Der Roman wurde deshalb auch als eine Bestandsaufnahme Amerikas beim Amtsantritt Donald Trumps verstanden. Der Titel nimmt Bezug auf die Ortschaft Lake Success auf Long Island, deren Name für den jungen Protagonisten den amerikanischen Traum von Aufstieg und Erfolg symbolisierte.

## Inhalt
Mit Mitte 40 erfährt Barry Cohen, Gründer des milliardenschweren Hedgefonds This Side of Capital – benannt nach F. Scott Fitzgeralds This Side of Paradise –, mehrere Rückschläge seiner zuvor kometenhaften Erfolgsgeschichte, die ihn vom Sohn eines Poolreinigers zum Multimillionär gemacht hat. Eine moralisch und finanziell zweifelhafte Beteiligung am Pharmaunternehmen Valupro hat den Fonds in eine Schieflage gebracht, die Cohen mit Insiderhandel zu retten versucht hat. Nun droht neben dem Abzug von Investoren auch eine Strafverfolgung des Fondsmanagers. Noch mehr belastet Barry allerdings sein Privatleben: Bei seinem Sohn Shiva, der den Vater ebenso zurückweist wie die gesamte beängstigende Außenwelt, wurde Autismus diagnostiziert. In der Folge hat er sich mit seiner indischstämmigen Ehefrau Seema überworfen. Kurzentschlossen packt er seine größte Kostbarkeit, seine Sammlung wertvoller Uhren, in einen Rollkoffer und sucht die nächste Station der Greyhound Lines auf, um eine Busreise zu wiederholen, mit der er zwanzig Jahre zuvor seine College-Freundin Layla in Richmond, Virginia besucht hat.
Auf der Fahrt begegnet Barry ganz unterschiedlichen Einwohnern der USA: einem einäugigen Mexikaner, der im Bus an seiner Schulter schläft, dem Drogendealer Javon in Baltimore, der ihm nach anfänglicher Aggression eine Kugel Crack schenkt, seinem entlassenen Angestellten Jeff Park, der inzwischen zufrieden in Atlanta lebt und nur noch ganz konservative Finanzgeschäfte tätigt, der jungen Hotelangestellten Brooklyn in Jackson, Mississippi, deren beruflicher Mentor er gern sein würde, bevor er doch lieber einfach mit ihr schläft. Nachdem er in Richmond nur Laylas Eltern, ein liberales Professorenehepaar, angetroffen hat, findet er seine Collegeliebe schließlich in El Paso, Texas wieder, wo sie ein Holocaust-Seminar an der örtlichen Universität leitet und dafür von Studenten mit rassistischer Hetze auf Social-Media-Plattformen verfolgt wird. In Barry brechen die alten Gefühle wieder auf, auch wenn Layla reserviert bleibt. Mit ihrem Sohn Jonah, einem schüchternen Jungen mit einem Faible für Landkarten, gelingt ihm erstmals eine väterliche Beziehung. Doch bei einem Ausflug über die mexikanische Grenze nach Juárez brechen die unverarbeiteten Ressentiments zwischen Barry und Layla wieder auf.
Barry kehrt zurück zu seiner Familie. Er glaubt, die Fahrt habe ihn gelehrt, ein Vater zu sein. Doch Seema weist ihn zurück. Sie hat in der Zwischenzeit eine Affäre mit dem guatemaltekischen Schriftsteller Luis gehabt, der seinen Lebensunterhalt nicht durch Buchverkäufe bestreitet, sondern durch Einladungen in akademischen Zirkeln. Später heiratet sie einen indischen Dozenten namens Zameer und findet bei ihm das Verständnis, das sie bei Barry stets vermisst hat. In der Hoffnung, dass ihr Ehemann endlich die ihm gebührende Strafe erhält, hat Seema der Staatsanwaltschaft belastendes Material über seine Insidergeschäfte zugespielt. Doch es kommt, wie sie es vorausgesehen hat: Im Amerika des 21. Jahrhunderts werden Menschen wie Barry nicht ernsthaft zur Verantwortung gezogen. Er kommt mit einer – für einen Multimillionär symbolischen – Geldstrafe davon. Bald gründet er die nächsten nach Fitzgerald benannten Fonds, überzeugt die Anleger mit seiner Freundlichkeit und seinen Geschichten, um ihr Kapital am Ende herunterzuwirtschaften, nicht ohne zuvor genug für die eigene Tasche abgezweigt zu haben.
Privat bleibt Barry allein, lebt mit seiner Uhrensammlung und unerfüllten Träumen, sie dem verlorenen Ziehsohn Jonah vorzuführen. Da wird er von einer Einladung zur Bar Mitzwa seines Sohnes Shiva überrascht. Es stellt sich heraus, dass dieser eine unerwartet positive Entwicklung genommen hat, mit seiner kleinen Schwester innig verbunden ist, per Sprachprogramm kommuniziert und sogar ein Studium plant. Und es stellt sich heraus, dass er seinen Vater, dem er seine Liebe nie zeigen konnte, nicht vergessen und für ihn den Begriff „Vogel-Vater“ geprägt hat, weil Barry immer wieder weggeflogen sei. Als Bar-Mitzwa-Geschenk repariert Barry seinem Sohn die auf der Greyhound-Reise stehengebliebene Tri-Compax-Uhr. Nachdem es ihm gelungen ist, mit seiner eigenen Hände Arbeit etwas zu schaffen, blickt der Vogel-Vater zufrieden hinab auf New York und fliegt davon.

## Ausgaben
- Gary Shteyngart: Lake Success. Random House, New York 2018, ISBN 978-0-8129-9741-5.
- Gary Shteyngart: Willkommen in Lake Success. Aus dem Englischen von Ingo Herzke. Penguin, München 2019, ISBN 978-3-328-60069-5.
- Gary Shteyngart: Willkommen in Lake Success. Lesung von Shenja Lacher. Der Hörverlag, München 2019, ISBN 978-3-8445-3235-7.